# 毛茎虎耳草
毛茎虎耳草（学名：Saxifraga prattii var. obtusata）为虎耳草科虎耳草属下的一个变种。

## 扩展阅读
- 維基物種上的相關：毛茎虎耳草